# Sara Tavares
Sara Alexandra Lima Tavares (Lisboa, 1 de febrero de 1978 - Lisboa, 19 de noviembre de 2023), conocida como Sara Tavares, fue una cantautora, pianista, percusionista y guitarrista portuguesa. Conocida por su participación en el Festival de la Canción de Eurovisión 1994.

## Trayectoria
Nació en Lisboa en 1978. Perteneciente a la segunda generación de descendientes de Cabo Verde. Su padre emigró a los Estados Unidos y su madre volvió a Cabo Verde para criar a sus hermanos pequeños, mientras Sara Tavares permaneció en Portugal con una anciana portuguesa. Creció en Pragal, en el municipio de Almada.
En 1993 participó en el Lluvia de Estrellas portugués, Chuva de Estrelas. Ganó en 1994 en el Festival RTP da Canção con la canción Chamar a música por lo que fue la representante de Portugal en el Festival de la Canción de Eurovisión 1994 celebrado en Dublín, obteniendo el octavo puesto, una de las mejores clasificaciones de Portugal en el certamen europeo.
En 1996 grabó su primer álbum, con influencias pop, góspel, funk y soul, junto con el primer coro góspel de Portugal, Shout, que ella había fundado. Ese mismo año, versionó la BSO en portugués de El Jorobado de Notre-Dame, lo que le valió un premio Disney a la mejor versión, grabando poco después la versión portuguesa de Hércules.
En 1998 actuó en la Exposición Universal de Lisboa en un homenaje al compositor George Gershwin. Al año siguiente, lanzó Mi Ma Bo, su segundo disco, que fue producido por el congoleño Lokua Kanza, y en el que profundiza más en sus raíces africanas, manteniendo el pop melódico.En 2005, editó Balancê, álbum en el que también exploró sus raíces caboverdianas.
En 2009, le fue diagnosticado un tumor cerebral. En 2012, participó en el Africa Festival en la ciudad alemana de Würzburg y colaboró en un concierto homenaje a Cesária Évora.
Su música incluye influencias africanas, norteamericanas y portuguesas. A lo largo de su carrera, Tavares actuó en diversos países, como España, Alemania, Polonia, Japón, Canadá o Estados Unidos. Además, colaboró con otros artistas como Ana Moura, Ala dos namorados, Herman José, Dany Silva, Paulo Flores, Nelly Furtado, Nuno Guerreiro, Júlio Pereira, Tiago Bettencourt o Gil do Carmo, entre otros. También participó en el disco homenaje al cantante portugués Carlos do Carmo.
En 2017 editó Fitxadu, donde siguió profundizando en la música caboverdiana con fusión pop, folk y country, junto a artistas como Paulo Flores, Manecas Costa, Nancy Vieira, Toty Sa’Med, Kalaf Epalanga, Virgilio Varela, Princezito, Bilan o Loony Johnson. Al año siguiente, fue jurado del Festival de la Canción de Portugal. En 2018 participó junto con otros artistas portugueses en el Interval act de la final del Festival de Eurovisión, que se celebró en Lisboa. 
En 2021, habló abiertamente de su bisexualidad. Falleció en el Hospital de la Luz en Lisboa a los 45 años como consecuencia de un tumor de cerebro.
En 2025 la RTP celebró el concierto homenaje Coisas Bunitas - Celebrar Sara Tavares  con el equipo de músicos y técnicos de Sara Tavares y otros invitados, como Ana Moura, Capicua, Carlão, Dino D" Santiago, Djodje, Ivandro, Luiz Caracol, Lura, Miroca Paris, Nancy Vieira, Nenny, Richie Campbell, Samuel Úria, Selma Uamusse, Slow J y Toty Sa"med.

## Reconocimientos
En 1994, con quince años, ganó la primera edición de la versión portuguesa del concurso Lluvia de Estrellas (Chuva de Estrelas en portugués). Ese mismo año, ganó el Festival de la Canción de Portugal.
Con su segundo disco, fue disco de oro en Portugal. En el 2000, fue la ganadora del Globo de Ouro en la categoría de Mejor artista/Nuevo disco, convirtiéndose en la primera artista negra en conseguirlo. En 2005, fue nominada como mejor Artista Revelación en los premios BBC Radio 3 World Music. Ese mismo año, obtuvo un disco de platino por su álbum Balancê.
En 2011, recibió el Premio a la mejor voz femenina en los Cabo Verde Music Awards. Al año siguiente, obtuvo el Premio a la Carrera en el África Festival de Alemania por su álbum Xinti.
Estuvo nominada en los Premios Grammy Latinos de 2018, en la categoría Mejor álbum de música de raíces en lengua portuguesa por Fitxadu (2017).
En 2024 recibió, a título póstumo, la medalla de mérito cultural de la ciudad de Lisboa.

## Discografía
- 1994, Chamar a Música
- 1996, Sara Tavares & Shout (EP)
- 1999, Mi Ma Bô
- 2001, Canções de Embalar
- 2004, Novo Homem Na Cidade
- 2006, Balancê
- 2008, Alive! in Lisboa
- 2009, Xinti
- 2017, Fitxadu